# Heterachthes viticulus
Heterachthes viticulus là một loài bọ cánh cứng trong họ Cerambycidae.